# Гамбург-Гогенфельде
Гогенфельде (нім. Hohenfelde) — частина району Гамбург-Північ вільного та ганзейського міста Гамбург. Гогенфельде лежить між Санкт-Георгом на заході та Айльбеком на сході, на півночі межує з Уленгорстом, на півдні з Боргфельде.